# Vrbičany, Litoměřice
Vrbičany là một làng thuộc huyện Litoměřice, vùng Ústecký, Cộng hòa Séc.